# Vladimir Kovalionok
Vladimir Vassilievitch Kovalionok (en russe : Владимир Васильевич Ковалёнок) est un cosmonaute soviétique, né le 3 mars 1942.

## Biographie

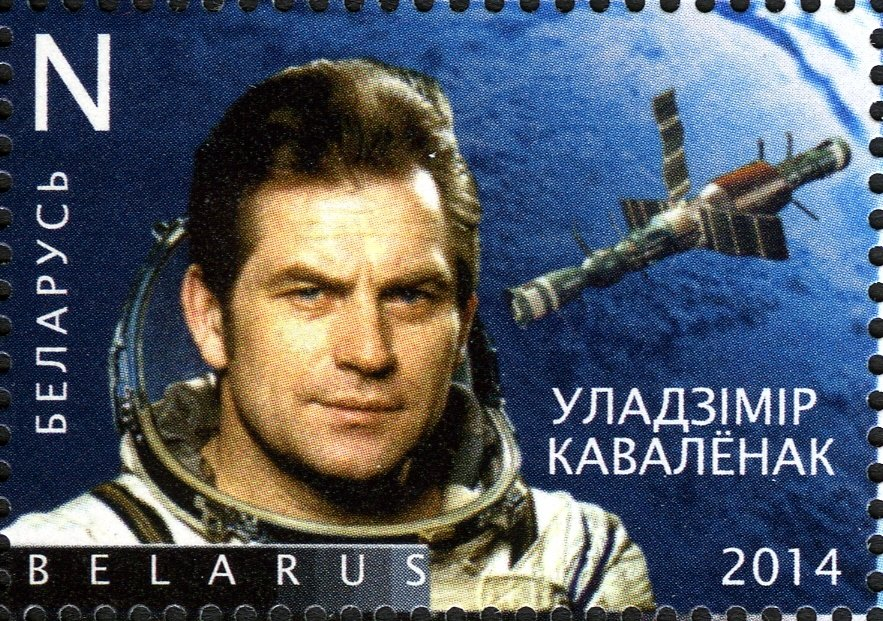
Hommage sur un timbre biélorusse.

## Vols réalisés
Vladimir Kovalionok a été le commandant de 3 vols :
- Soyouz 25, lancé en direction de Saliout 6 le 9 octobre 1977. L'amarrage échoue et le véhicule atterrit le 11 octobre 1977.
- Soyouz 29, le 15 juin 1978, lors duquel il séjourna plus de 139 jours à bord de Saliout 6, en tant que membre de l'expédition Saliout 6 EO-2, établissant le nouveau record de durée. Il revient sur Terre le 2 novembre 1978 à bord de Soyouz 31.
- Soyouz T-4, le 12 mars 1981, lancé en direction de Saliout 6 pour l'expédition Saliout 6 EO-5. Il revient sur Terre le 26 mai 1981.